# Matorral xerófilo del Golfo de California
El Matorral xerófilo del Golfo de California es una ecorregión de matorral xerófilo de la península de Baja California en México.

## Geografía
El matorral xérico del Golfo de California cubre un área de 23,6 kilómetros cuadrados (9,1 mi²), que se encuentra en el lado este de la península a lo largo del Golfo de California. La Cordillera Peninsular, incluida la Sierra de San Francisco y la Sierra de la Giganta, se extiende a lo largo de la península y separa el matorral xérico del Golfo de California del Desierto de Baja California en la vertiente del Pacífico de Baja California. La ecorregión se extiende desde la costa del golfo hasta la cresta de las montañas e incluye varias de las islas del golfo, las más grandes de las cuales son la Isla Ángel de la Guarda, la Isla del Carmen y la Isla San José. Al norte, el matorral xérico del Golfo de California se convierte en el Desierto de Sonora. En el extremo sur de la península, el matorral xérico del Golfo de California se convierte en matorral xérico de San Lucano.

## Flora
La mayor parte de la ecorregión está cubierta de matorrales secos. Los arbustos principales son la creosota (Larrea tridentata) y la salvia del desierto (Ambrosia dumosa), con Jatropha cinerea, palo fierro (Olneya tesota), Acacia brandegeana, Cercidium floridum y Pithecellobium undulatum.
Los oasis de palmeras se encuentran en los valles de los arroyos y sostienen una comunidad de plantas que prospera con la humedad durante todo el año. La palmera nativa Washingtonia robusta y la palmera datilera introducida (Phoenix dactylifera) son árboles característicos, junto con las cañas Typha domingensis y Phragmites communis.
La ecorregión alberga 238 especies de plantas y entre el 20 y 25% de las especies de plantas son endémicas de la ecorregión. Hay 20 géneros de plantas endémicas.

## Fauna
Los grandes mamíferos incluyen el cimarrón del desierto (Ovis canadensis), el venado burra (Odocoileus hemionus) y el puma (Puma concolor). Las aves amenazadas de la ecorregión incluyen la codorniz enmascarada (Colinus virginianus) y la mascarita peninsular (Geothlypis beldingi). Hay nueve especies de reptiles endémicas.

## Áreas protegidas
Una evaluación de 2017 encontró que 11,386 km², o el 50%, de la ecorregión se encuentra en áreas protegidas.  El Área de Protección de Flora y Fauna Valle de los Cirios y la Reserva de la Biosfera El Vizcaíno protegen gran parte de la porción norte y central de la ecorregión. Las islas están protegidas por el Área de Protección de Flora y Fauna de las Islas del Golfo de California y el parque nacional Bahía de Loreto. Dos de los oasis, Oasis Sierra de La Giganta en el centro y Oasis de la Sierra El Pilar en el sur, son sitios Ramsar.